# 佩德羅薩拉薩市

佩德羅薩拉薩市（西班牙語：Municipio Pedro Zaraza），是委內瑞拉的一個市，位於該國中部瓜里科州，首府設於薩拉薩，面積2,410平方公里，2007年人口60,595，人口密度每平方公里25人。